# Plaine de Reymure
La plaine de Reymure est une plaine française située en Isère, au sud de Grenoble, entre le massif du Vercors à l'ouest et celui du Taillefer à l'est.

## Toponymie
La plaine tient son nom d'un hameau de Vif situé au cœur de celle-ci, Reymure. Le mot Reymure vient probablement des « remous » liés au confluent entre la Gresse et le Drac.

## Géographie

### Localisation
Son extrémité méridionale est occupée par la ville de Vif au débouché de la vallée de la Gresse. Elle est bordée à l'ouest par un chaînon montagneux qui forme plusieurs sommets dont la montagne d'Uriol et la montagne de Grand Rochefort, au nord et à l'est par le Drac et sa réserve naturelle régionale des Isles, et au sud par le sommet du Petit Brion.
À son extrémité septentrionale se trouvent les sources de Rochefort, un champ de captage en bordure des gravières du Drac et qui alimentent en eau potable l'agglomération grenobloise.

### Lieux-dits et écarts

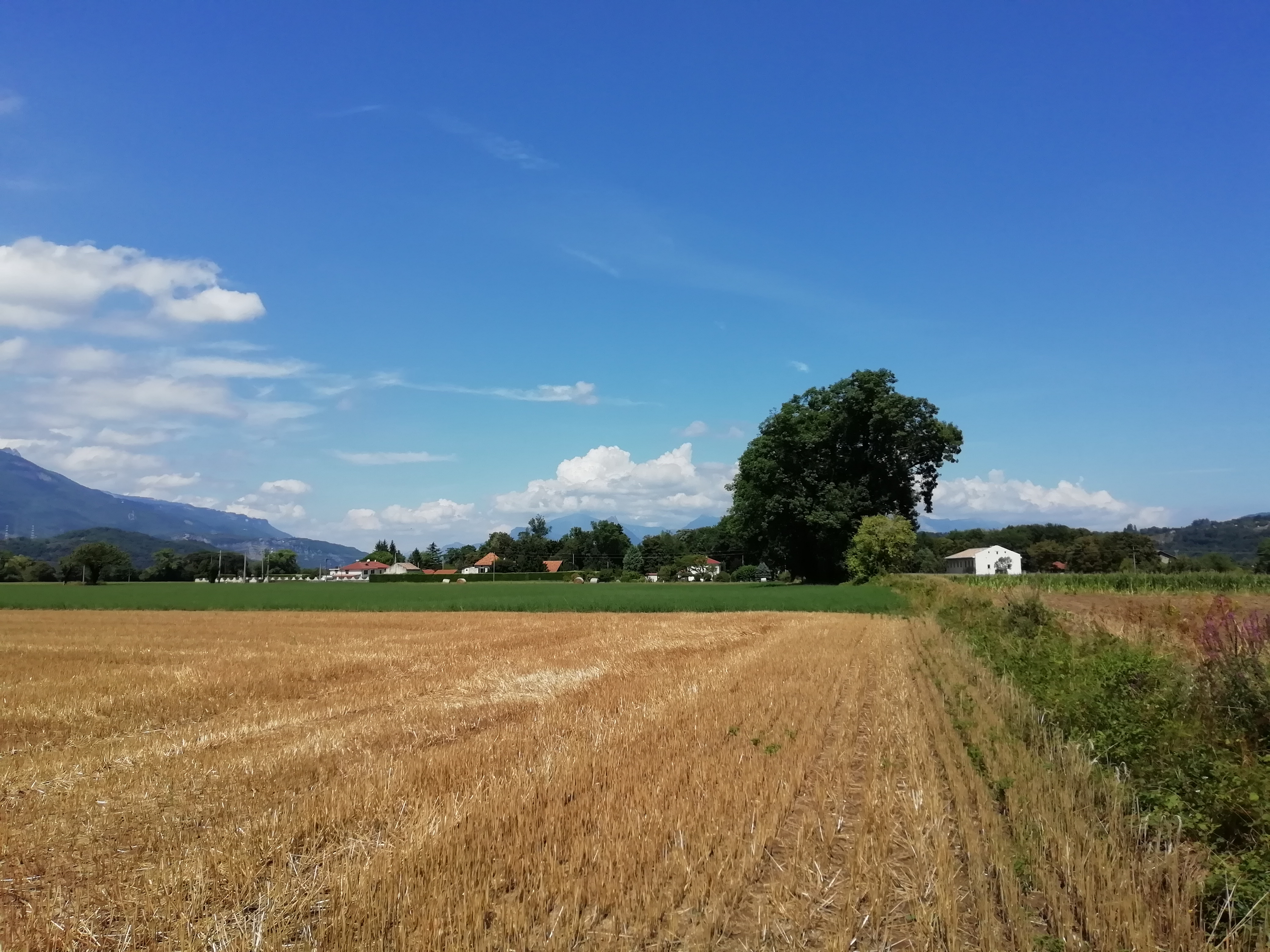
La plaine de Reymure à Fontagneux.

Plusieurs lieux-dits constituent la plaine de Reymure, parmi lesquels, :
- Les Épées (du nom du château des Épées),
- Les Jacobins (du fait d'anciennes possessions des Dominicains),
- Les Fourches de Vif (au Moyen Âge et Renaissance, lieu de pendaison des criminels, notamment ceux condamnés pour sorcellerie),
- Le Gros Chêne,
- La Santon (du nom d'une famille noble du XVIe siècle),
- Notre-Dame de Lachal (du nom d'un ancien ermitage),
- Fontagneux,
- Malissoles (du nom château de Malissoles).

## Histoire
La plaine de Reymure s'est formée au cours du comblement du lac du Grésivaudan qui remplace les glaciers, notamment ceux de l'Isère et de la Romanche, à la fin de la dernière glaciation.

## Activités
Sa vocation est essentiellement agricole bien qu'elle soit en partie urbanisée au sud avec Vif et au nord-ouest avec Varces et que l'autoroute A51 la traverse en son centre.

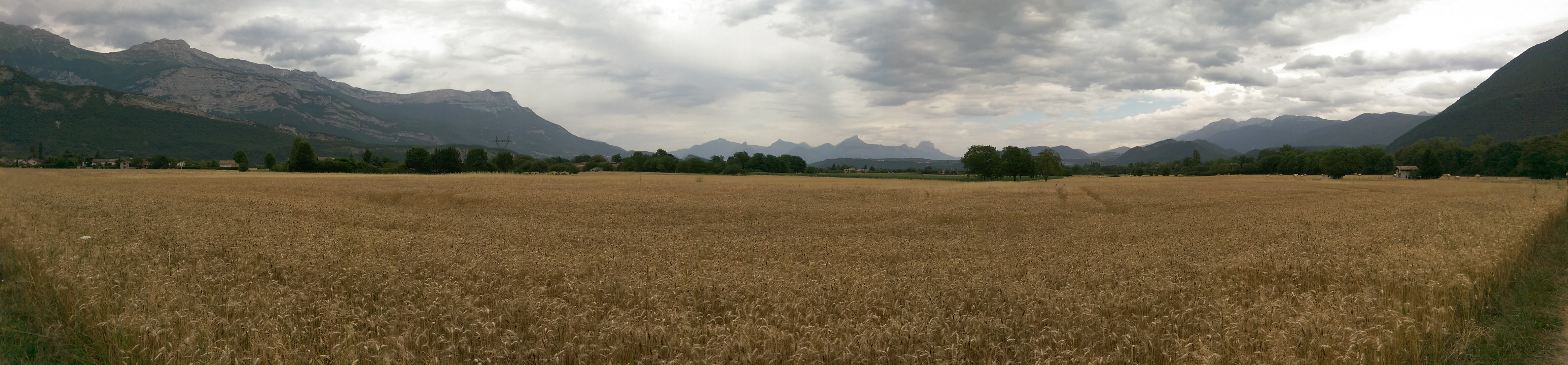
Vue panoramique de la plaine de Reymure en direction du nord, encadrée par le massif du Vercors à gauche, le massif du Taillefer à droite et dans le lointain le massif de la Chartreuse.